# Clube Desportivo Primeiro de Agosto
El Clube Desportivo Primeiro de Agosto es un equipo de fútbol de Angola que juega en la Girabola, la liga de fútbol principal en el país.

## Historia
Fue fundado en el año 1977 en la capital Luanda y cuenta también con un equipo en baloncesto (el más laureado de África). También tienen representación en el fútbol femenil, balonmano, voleibol, tiro a los platos, natación, atletismo, tenis, lucha, ciclismo, hockey sobre patines, tiro, judo, boxeo, piragüismo, pesca deportiva, vela, karate, taekwondo y ajedrez.
Ha ganado la Girabola en 13 oportunidades, siendo uno de los equipos más ganadores de Angola, ganado también 5 copas domésticas y 6 supercopas.

## Palmarés
- Girabola: 13

1979, 1980, 1981, 1991, 1993, 1996, 1998, 1999, 2006, 2016, 2017, 2018, 2019
- Copa angoleña de fútbol: 6

1984, 1990, 1991, 2006, 2009, 2019
- Supercopa de Angola: 9

1991, 1992, 1997, 1998, 1999, 2000, 2010, 2017, 2019

## Participación en competiciones de la CAF
| Temporada | Torneo                            | Ronda             | Club                 | Local | Visita | Global       |
| --------- | --------------------------------- | ----------------- | -------------------- | ----- | ------ | ------------ |
| 1980      | Copa Africana de Clubes Campeones | Primera Ronda     | Canon Yaoundé        | 3-4   | 0-3    | 3-7          |
| 1981      | Copa Africana de Clubes Campeones | Primera Ronda     | Vita Club            | 1-1   | 1-2    | 2-3          |
| 1982      | Copa Africana de Clubes Campeones | Primera Ronda     | Enugu Rangers        | 1-1   | 0-3    | 1-4          |
| 1985      | Recopa Africana                   | Primera Ronda     | Dihep di Nkam        | 1-0   | 0-3    | 1-3          |
| 1991      | Recopa Africana                   | Ronda Preliminar  | Black Africa         | 7-0   | 2-1    | 9-1          |
| 1991      | Recopa Africana                   | Primera Ronda     | Diables Noirs        | 0-0   | 1-2    | 1-2          |
| 1992      | Copa Africana de Clubes Campeones | Ronda Preliminar  | Elá Nguema           | w.o.1 | 3-2    | 3-2          |
| 1992      | Copa Africana de Clubes Campeones | Primera Ronda     | Sogara               | 1-0   | 2-0    | 3-0          |
| 1992      | Copa Africana de Clubes Campeones | Segunda Ronda     | Club Africain        | 2-0   | 0-3    | 2-3          |
| 1993      | Copa Africana de Clubes Campeones | Primera Ronda     | Racing FC Bafoussam  | 2-2   | 0-2    | 2-4          |
| 1996      | Copa CAF                          | Primera Ronda     | Blue Waters          | 4-1   | 2-1    | 6-2          |
| 1996      | Copa CAF                          | Segunda Ronda     | Vita Club            | 1-0   | 0-3    | 1-3          |
| 1997      | Liga de Campeones de la CAF       | Primera Ronda     | Notwane              | 1-1   | 2-1    | 3-2          |
| 1997      | Liga de Campeones de la CAF       | Segunda Ronda     | Africa Sports        | 5-0   | 1-1    | 6-1          |
| 1997      | Liga de Campeones de la CAF       | Fase de grupos    | Raja Casablanca      | 1-1   | 0-4    | 2º lugar     |
| 1997      | Liga de Campeones de la CAF       | Fase de grupos    | Orlando Pirates      | 2-1   | 2-1    | 2º lugar     |
| 1997      | Liga de Campeones de la CAF       | Fase de grupos    | USM Alger            | 2-1   | 0-1    | 2º lugar     |
| 1998      | Recopa Africana                   | Primera Ronda     | Notwane              | 4-0   | 1-3    | 5-3          |
| 1998      | Recopa Africana                   | Segunda Ronda     | Fire Brigade SC      | 6-0   | 3-2    | 9-2          |
| 1998      | Recopa Africana                   | Cuartos de final  | USM Alger            | 3-0   | 2-1    | 5-1          |
| 1998      | Recopa Africana                   | Semifinales       | Africa Sports        | 4-0   | 1-3    | 5-3          |
| 1998      | Recopa Africana                   | Final             | Espérance de Tunis   | 1-1   | 1-3    | 2-4          |
| 1999      | Liga de Campeones de la CAF       | Primera Ronda     | Vital'O              | 1-2   | 1-1    | 2-3          |
| 2000      | Liga de Campeones de la CAF       | Ronda Preliminar  | Akonangui            | 4-0   | 1-0    | 5-0          |
| 2000      | Liga de Campeones de la CAF       | Primera Ronda     | Vita Club Mokanda    | 4-0   | 1-2    | 5-2          |
| 2000      | Liga de Campeones de la CAF       | Segunda Ronda     | Lobi Stars           | 1-1   | 1-2    | 2-3          |
| 2003      | Copa CAF                          | Primera Ronda     | Mamelodi Sundowns    | 2-0   | 0-2    | 2-2 (5-4 p.) |
| 2007      | Liga de Campeones de la CAF       | Primera Ronda     | AS Mangasport        | 1-1   | 0-1    | 1-2          |
| 2008      | Liga de Campeones de la CAF       | Ronda Preliminar  | Stade Malien         | 2-1   | 0-0    | 2-1          |
| 2008      | Liga de Campeones de la CAF       | Primera Ronda     | Al-Ittihad Trípoli   | 2-1   | 0-1    | 2-2 (v.)     |
| 2009      | Liga de Campeones de la CAF       | Ronda Preliminar  | CARA Brazzaville     | 5-2   | 2-1    | 7-3          |
| 2009      | Liga de Campeones de la CAF       | Primera Ronda     | Canon Yaoundé        | 1-0   | 0-1    | 1-1 (5-4 p.) |
| 2009      | Liga de Campeones de la CAF       | Segunda Ronda     | Al-Hilal Omdurmán    | 3-1   | 0-2    | 3-3 (v.)     |
| 2009      | Copa Confederación de la CAF      | Ronda de Play-Off | Sfaxien              | 2-0   | 0-2    | 2-2 (5-4 p.) |
| 2009      | Copa Confederación de la CAF      | Fase de grupos    | Bayelsa United       | 3-1   | 0-4    | 3º lugar     |
| 2009      | Copa Confederación de la CAF      | Fase de grupos    | Haras El Hodood      | 1-0   | 1-5    | 3º lugar     |
| 2009      | Copa Confederación de la CAF      | Fase de grupos    | Stade Malien         | 0-0   | 0-0    | 3º lugar     |
| 2010      | Copa Confederación de la CAF      | Primera Ronda     | COB                  | 3-0   | 0-0    | 3-0          |
| 2010      | Copa Confederación de la CAF      | Segunda Ronda     | Cotonsport Garoua    | 2-1   | 0-0    | 2-1          |
| 2010      | Copa Confederación de la CAF      | Ronda de Play-Off | Al-Ittihad Trípoli   | 2-1   | 0-2    | 2-3          |
| 2011      | Copa Confederación de la CAF      | Primera Ronda     | AC Léopards          | 2-0   | 1-2    | 3-2          |
| 2011      | Copa Confederación de la CAF      | Segunda Ronda     | FUS Rabat            | 1-0   | 1-1    | 2-1          |
| 2011      | Copa Confederación de la CAF      | Ronda de Play-Off | ASEC Mimosas         | 1-1   | 0-4    | 1-5          |
| 2013      | Liga de Campeones de la CAF       | Ronda Preliminar  | AS Adema             | 4-2   | 0-1    | 4-3          |
| 2013      | Liga de Campeones de la CAF       | Primera Ronda     | Espérance de Tunis   | 0-1   | 0-1    | 0-2          |
| 2014      | Liga de Campeones de la CAF       | Ronda Preliminar  | Lioli                | 2-0   | 1-2    | 3-2          |
| 2014      | Liga de Campeones de la CAF       | Primera Ronda     | AC Léopards          | 2-0   | 1-4    | 3-4          |
| 2017      | Liga de Campeones de la CAF       | Ronda Preliminar  | Kampala Capital City | 2-1   | 0-1    | 2-2 (v.)     |
| 2018      | Liga de Campeones de la CAF       | Ronda Preliminar  | Platinum             | 3-0   | 2-1    | 5-1          |
| 2018      | Liga de Campeones de la CAF       | Ronda de Play-Off | Bidvest Wits         | 1-0   | 0-1    | 1-1 (3-2 p.) |
| 2018-19   | Liga de Campeones de la CAF       | Ronda Preliminar  | AS Otoho             | 4-2   | 0-2    | 4-4 (v.)     |
| 2019-20   | Liga de Campeones de la CAF       | Ronda Preliminar  | KMKM                 | 2-0   | 2-0    | 4-0          |
| 2019-20   | Liga de Campeones de la CAF       | Primera Ronda     | Green Eagles         | 0-1   | 2-1    | 2-2 (v.)     |
| 2019-20   | Liga de Campeones de la CAF       | Fase de grupos    | Mazembe              | 1-1   | 1-2    | 3º lugar     |
| 2019-20   | Liga de Campeones de la CAF       | Fase de grupos    | Zamalek              | 0-0   | 0-2    | 3º lugar     |
| 2019-20   | Liga de Campeones de la CAF       | Fase de grupos    | ZESCO United         | 1-1   | 1-1    | 3º lugar     |
| 2020-21   | Liga de Campeones de la CAF       | Primera Ronda     | Kaizer Chiefs        | 0-1   | 0-0    | 0-1          |
| 2020-21   | Copa Confederación de la CAF      | Ronda de Play-Off | Namungo              | 2-6   | 3-1    | 5-7          |
| 2021-22   | Copa Confederación de la CAF      | Segunda Ronda     | Red Arrows           | 0-0   | 0-1    | 0-1          |
| 2023-24   | Liga de Campeones de la CAF       | Primera Ronda     | Vita Club            | 1-0   | 1-1    | 2-1          |
| 2023-24   | Copa Confederación de la CAF      | Segunda Ronda     | Al-Hilal Omdurmán    | 0-0   | 1-2    | 1-2          |

1- CD Elá Nguema abandonó el torneo tras jugar el partido de ida.

## Personal administrativo
- Presidente:  Carlos Hendrik
- Vice Presidente:  Gouveia Sá Miranda
- Jefe del Departamento de Fútbol:  José Chantre
- Gerente del Equipo:  José Panzo Torres

## Entrenadores
| Bandera de Angola               | Nicola Berardinelli                       | 1979               | -                   |
| Bandera de Yugoslavia           | Ivan Ridanović                            | 1980               | -                   |
| Bandera de Angola               | Joaquim Dinis                             | 1981               | -                   |
| Bandera de Angola               | Napoleão Brandão                          | 1984               | -                   |
| Bandera de Serbia               | Dušan Condić                              | 1990               | 1993                |
| Bandera de Angola               | Mário Calado                              | 1996               | -                   |
| Bandera de Angola               | Daniel Ndunguidi                          | 1998               | - enero de 2000     |
| Bandera de Angola               | Mário Calado                              | junio de 2000      | - noviembre de 2000 |
| Bandera de Brasil               | Waldemar Cerdeira                         | marzo de 2001      | - abril de 2002     |
| Bandera de Angola               | Jaime Chimalanga y Ivo Traça (interinos)  | abril de 2002      | - ??                |
| Bandera de Angola               | Jaime Chimalanga                          | noviembre de 2002  | - abril de 2003     |
| Bandera de Serbia               | Dušan Condić                              | abril de 2003      | - abril de 2004     |
| Bandera de Angola               | Daniel Ndunguidi                          | abril de 2004      | - octubre de 2004   |
| Bandera de los Países Bajos     | Jan Brouwer                               | noviembre de 2004  | - noviembre de 2007 |
| Bandera de Portugal             | Vítor Manuel                              | noviembre de 2007  | - noviembre de 2008 |
| Bandera de Ucrania              | Viktor Bondarenko                         | diciembre de 2008  | - julio de 2009     |
| Bandera de Angola               | Humberto Chaves, Mário Soares y Ivo Traça | julio de 2009      | - enero de 2010     |
| Bandera de Serbia               | Ljubinko Drulović                         | enero de 2010      | - abril de 2011     |
| Bandera de Portugal             | Carlos Manuel                             | abril de 2011      | - noviembre de 2011 |
| Bandera de Angola               | Romeu Filemón                             | noviembre de 2011  | - mayo de 2013      |
| Bandera de Mozambique           | Daúto Faquirá                             | mayo de 2013       | - abril de 2014     |
| Bandera de Bosnia y Herzegovina | Dragan Jović                              | abril de 2014      | - noviembre de 2017 |
| Bandera de Serbia               | Zoran Manojlović                          | diciembre de 2017  | - octubre de 2018   |
| Bandera de Bosnia y Herzegovina | Dragan Jović                              | octubre de 2018    | - junio de 2020     |
| Bandera de Portugal             | Paulo Duarte                              | septiembre de 2020 | - junio de 2021     |
| Bandera de Angola               | Filipe Nzanza                             | junio de 2021      | - agosto de 2021    |
| Bandera de Serbia               | Srđan Vasiljević                          | agosto de 2021     | - presente          |

## Jugadores

### Jugadores destacados
- Alberto
- Alves[65][66][67]
- Ângelo Silva[68]
- Ary Papel[69]
- Avex
- Chinês
- Esquadra
- Filipe Abraão
- José Manuel Catendi
- Lopi
- Love
- Luís Delgado
- Mário Luvambo[70]
- Mantorras
- Matateu[71]
- Mauro
- Mendinho[72]
- Napoleão Brandão[73]
- Ndunguidi[74]
- Rubian
- Zé Augusto
- Ary Papel[75]
- Gelson[69]
- Geraldo[76]
- Zeca Lopes[77]
- Bobó Ungenda[76]
- Paulin Kombe
- Tubi Landu
- Emeka Mamale
- Kapela Mbiyavanga
- Dockies Cloete
- Abraham Shatimuene
- Levis Swartbooi
- Mano
- Ian Bakala[78]
- Misheck Lungu
- Harry Milanzi
- Dube Phiri